# Joshua J. Johnson
Joshua J. Johnson, född den 10 maj 1976, är en amerikansk friidrottare som tävlar i kortdistanslöpning.
Johnson var under början av 2000-talet en av de främsta på 200 meter och hans personliga rekord på 19,88 från 2001 en av de bästa tiderna någonsin på distansen. Emellertid deltog Johnson vid få internationella mästerskap. Han var med vid VM 2003 där han var finalist på 200 meter men slutade sexa på tiden 20,47. Vid samma mästerskap blev han guldmedaljör i stafetten över 4 x 100 meter. 
Johnson har haft större framgång vid galalopp och vann exempelvis guld vid IAAF World Athletics Final 2003 i Monaco.

## Personliga rekord
- 60 meter - 6,55
- 100 meter - 9,95
- 200 meter - 19,88